# Корытище (Львовская область)
Корытище (укр. Коритище) — село в Сходницкой поселковой общине Дрогобычского района Львовской области Украины.
Население по переписи 2001 года составляло 171 человек. Занимает площадь 0,7 км². Почтовый индекс — 82521. Телефонный код — 3269.